# Fredrik Hjelmqvist
Johan Fredrik Benno Hjelmqvist, född den 9 september 1876, död den 30 juli 1960, var en svensk biblioteksman, bror till Theodor Hjelmqvist och svärfar till John Tomenius.
Hjelmqvist, som blev filosofie doktor i Lund 1907 på avhandlingen Kriget i Finland och Ingermanland 1707 och 1708, var 2:e bibliotekarie vid Lunds universitetsbibliotek 1906-12 och 1:e bibliotekskonsulent 1912-25 samt stadsbibliotekarie i Stockholm från 1925. Hjelmqvist anlitades flitigt som ledamot av kommittéer med mera rörande folkbildnings- och biblioteksfrågor, bland annat som ledamot av Bibliotekssakkunniga 1918-23, av Stockholms stadsbiblioteks kommitté 1918, av Folkbildningssakkunniga 1920-23, och var sekreterare i Sveriges allmänna biblioteksförening från 1915. Han författade bland annat Marinens manskaps och underbefäls bibliotek (1918) och Folkbiblioteken och deras historia (1931) samt var medutgivare av Biblioteksbladet från 1916.